# 伊諸諾波耶佩
伊諸諾波耶佩（鄒語：Hicu no poepe/Hits no pojepe），是台灣鄒族神話裡的風神，同時也是博伊哲努（poiconʉ，浦）氏族的起源。

## 職責
伊諸諾波耶佩是妮芙努創造的自然神之一，他的名字是來自「神（Hitsu）」和「風（poepe）」，男性、掌管暴風，世界上所有的風都是由祂所掌管的。

## 傳說
據說過去雅達烏有阿那氏族（jataujongana，高氏）有一個農夫，他種的香蕉在一天夜裡都被颳起的強風給吹倒了，只剩一棵，上面還不知為何有一個小男孩，農夫把小男孩救下來後，小男孩表示自己是風神的兒子，伊諸諾波耶佩因為對於吹倒農夫的香蕉感到很抱歉，所以叫自己來當農夫的養子來補償損失。農夫就帶風神兒子回家，將他取姓名叫「柏也別雅那」，後來又改成「博伊哲努」，也是博伊哲努氏族的起源。在那之後，每當有暴風雨或颱風發生時，他們家都會颳得最厲害，別人都說是伊諸諾波耶佩來看兒子了，而這也是為甚麼每年都有颱風的原因，該氏族的成員也相信家族內的成員死亡的話，當年的風就會格外強勁，例如八七水災。